# BLDX
BLDX A/S ist eine dänische Eisenbahngesellschaft. Unternehmenssitz ist Køge.

## Geschichte
Das Unternehmen wurde 2007 gegründet und betreibt als Hauptzweck die Vermietung von Lokomotiven an andere Eisenbahnunternehmen, vornehmlich für den Bauzugdienst. Der Lokomotiveinsatz wird von Contec Rail ApS gesteuert, diese Gesellschaft ist zudem für den Unterhalt und die Wartung der Lokomotiven zuständig.
Gründer und Geschäftsführer der Gesellschaft ist Carsten Lundsten.
Seit 2016 konnte die Gesellschaft keinen Gewinn mehr erwirtschaften. Sie befindet sich seit 2022 im Konkurs.

## Fahrzeuge
BLDX besitzt vier ehemalige MX-Lokomotiven der Danske Statsbaner (DSB). MX 1017 bis 1019 wurden 2007 von der Lokalbanen A/S erworben, die diese auf der Hillerød–Frederiksværk–Hundested Jernbane (Frederiksværkbanen) einsetzte. MX 1030 kam 2008 von Dansk Jernbane ApS.
MX 1017 und 1019 wurden nach langer Abstellzeit 2022 an eine Gesellschaft STAB verkauft, MX 1018 war von 2014 bis 2022 in Køge abgestellt, MX 1030 wurde 2022 in Padborg verschrottet.